# Ray Barra
Ray Barra (San Francisco, 3 de enero de 1930-Marbella, Málaga, 27 de marzo de 2025) fue un bailarín de ballet estadounidense, maestro y director. Fue solista en el American Ballet Theatre y bailarín principal del Stuttgart Ballet, donde creó partes de los ballets de John Cranko, incluyendo Romeo en Romeo y Julieta. 
Después de retirarse del escenario debido a una lesión, trabajó como maestro de ballet con el Ballet Estatal de Berlín, el ballet de la Ópera de Frankfurt, el Ballet de Hamburgo y la hoy llamada Compañía Nacional de Danza  de España.

## Formación profesional
Estudió en la Escuela de San Francisco Ballet y en la School of American Ballet Theatre. Debutó en el San Francisco Ballet en (1949), luego de (1953-1959) formó parte del American Ballet Theatre, en (1959) se unió al Ballet Stuttgart como primer bailarín hasta (1966),en el mismo año su carrera se truncó a raíz de un accidente, dedicándose desde entonces a la enseñanza y la coreografía. 
Ha sido maestro de ballet de la Ópera de Berlín, de la de Frankfurt y de la de Hamburgo. Ha realizado un gran número de coreografías, la primera de ellas Rossini Sonatas (1965) por encargo de John Cranko para los talleres del Ballet de Stuttgart.
A mediados de los 80, se trasladó a España para colaborar como coreógrafo en la Compañía Nacional de Danza bajo la dirección de María de Ávila, dirigió el ballet de la Ópera de Berlín de (1994 a 1997) y actualmente sigue activo como coreógrafo en el Stuttgart ballet.

## Dirección en la Compañía Nacional de Danza
Estuvo al mando de la compañía entre (1986-1987), Ray Barra fue el primer director extranjero en la compañía Nacional. Llega como director adjunto bajo la dirección de María de Ávila, donde grandes cambios para el poco tiempo que tomó la compañía. 
En su dirección brinda apoyo incondicional a los bailarines, recupera todo lo que se había perdido y añade un Repertorio de danza clásica bastante diverso. Dicho repertorio posee ballets como: “Las Silfides" y "Cascanueces", en danza Contemporáneo: se muestran piezas como "Sinfonía India" de Nacho Duato, introduce las Óperas a sus obras y añade la parte teatral a sus obras. 
Tuvo influencias de: Cranko, Asthon, Jerome Robbins, McMillan y Anthony Tudor. Teniendo un estilo marcado, implementa técnica académica con movimientos libres donde el estilo español se queda nulo. Empiezan a salir primeros bailarines del Cuerpo de Baile e incorpora las vanguardias que se llevaban en Europa a sus obras en la compañía.
Durante la dirección de Ray Barra se produjeron tres estrenos mundiales, siendo todos ellos coreografías propias de él. De entre ellas, es necesario mencionar "Cascanueces", ya que fue la primera vez en la historia de la compañía en que se presentaba un ballet completo, cuya coreografía a pesar de ser de estilo académico no estaba basada en la versión de Marius Petipa. 
En Cascanueces, Ray Barra, además de hacer su propia versión coreográfica, cambia elementos de la historia (se ambienta en la belle époque, los niños son adolescentes, el padre de Clara es el cónsul de España en Berlín, entre otros cambios) pero sin modificar el hilo argumental. Además de Cascanueces, encontramos tres coreografías más de Ray Barra, definidas por él mismo como una mezcla de técnica académica y movimientos libres.
Dentro del repertorio clásico se representaron "Las sílfides" y "Raymonda" como divertimento". En ambas hay un trabajo impresionante del cuerpo de baile, en la dirección de María de Ávila se representaron obras de Balanchine como: "Serenade", "Tchaikovsky Pas de Deux" y "Concierto barroco" donde en la dirección de Barra se sigue la misma línea implementado más coreografías del mismo Balanchine como: "Tema y variaciones" y "Cuatro temperamentos", de estilo que se puede considerar más contemporáneo. 
Por último, cabe destacar la participación de la compañía en dos óperas, "Orfeo y Eurídice" de Christopher W. Gluck en ((987) y "Adriana Lecouvreur" de Francesco Cilea en (1988), ambas representadas en el Teatro de la Zarzuela y con coreografía de Ray Barra.

## Algunas de sus obras
"Rossini Sonatas", (1965) primera coreografía para el Stuttgart ballet.
"Alborada", (1982) Primer ballet completo para la Múnich Opera House.
"Poema Divino", (1985) su primer ballet completo para la compañía Nacional de Danza en colaboración con María de Ávila .
"El Quijote", (1991) remontó dicho ballet para la compañía Nacional de Danza en su periodo como director. 
"Orfeo y Eurídice" (1987), ópera de Christopher W. Gluck.
Adriana Lecouvreur (1988), ópera de Francesco Cilea.